# Angela Casini
Angela Casini (* 1973) ist eine italienische Chemikerin im Bereich der Medizinischen und Bioanorganischen Chemie sowie Professorin an der Technischen Universität München (TUM).

## Leben und Wirken
Casini studierte Chemie an der Universität Florenz und schloss 1998 mit dem Master ab. Im Jahr 1999 war sie als Laborassistentin am Institut für Pflanzengenetik am CNR. Sie promovierte 2004 im Fach Chemie an der Universität Florenz zum Thema „Carbonic Anhydrase Inhibitors with possible pharmacological applications“.
Von 2004 bis 2005 forschte Casini als Postdoc an der Universität Pisa zur Molekulargenetik der Adipositas. Danach forschte sie von 2005 bis 2008 an der Universität Florenz an der Synthese und Charakterisierung von Goldverbindungen für biologische Anwendungen. Anschließend wurde sie bis 2011 im Rahmen des Ambizione-Programms, durch den Schweizerischen Nationalfonds, gefördert und leitete das selbstständig geplante Projekt mit dem Titel „Exploring the mechanisms of metal-based pharmacological agents via an integrated approach“ an der Eidgenössischen Technischen Hochschule Lausanne (ETHL). Im Jahr 2010 erhielt sie das Certificate of Advanced Studies in Management of Biotech, Medtech&Pharma Ventures an der ETHL.
Von 2011 bis 2015 war Casini Assistenzprofessorin an der Universität Groningen (Niederlande) und Inhaberin eines Rosalind-Franklin-Stipendiums. Danach war sie bis 2019 Professorin an der Universität Cardiff (Großbritannien). Seit 2019 ist sie als Professorin am Lehrstuhl für Medizinische und Bioanorganische Chemie an der TUM tätig. Dort ist Casini außerdem Liesel-Beckmann-Professorin und Mitglied des Munich Institute of Data Science sowie assoziierte Forscherin am TUM Zentralinstitut für Katalyseforschung. Seit Dezember 2021 ist sie kommissarische Leiterin des Lehrstuhls für Pharmazeutische Radiochemie an der TUM. Seit 2024 hat sie zudem eine Zweitstelle an der TUM School of Medicine and Health inne.
Casini ist Mitglied der European Academy of Sciences.

## Forschungsleistungen
Casini forscht im Bereich der Medizinischen Anorganischen und Bioanorganischen Chemie. In ihrer Gruppe werden neue Anwendungen für metallbasierte Verbindungen und supramolekulare Koordinationskomplexe in verschiedenen Bereichen der chemischen Biologie, der Arzneimittelverabreichung und der Medizin erforscht. Sie beschäftigt sich mit cyclometallisierten Gold(III)-Komplexen, die in der Lage sind, Kreuzkupplungsreaktionen (C–S oder C–Se) mit Zielproteinen in biologischer Umgebung zu templieren. Außerdem beschäftigt sie sich mit Ruthenium(II)-Monocarbonyl-Komplexen zur Katalyse der Transfer-Hydrierung von NAD+/NADH in Krebszellen.
Darüber hinaus erforscht sie die Rolle von Metallionen in biologischen Systemen und die Wirkmechanismen von organometallischen Krebsmedikamenten, um deren Selektivität anzupassen und zu verbessern. Die „katalytischen“ Metallmedikamente, die sie untersucht, kommen neben ihrer Anwendung in der Krebsbehandlung auch als mögliche antibakterielle und antiprotozoale Wirkstoffe in Betracht.

## Veröffentlichungen (Auswahl)
- mit Denise Lovison, Tobias Berghausen, Sophie R. Thomas, Jonathan Robson, Markus Drees, Christian Jandl, Alexander Pöthig, Patrick Mollik, Dominik P. Halter, Walter Baratta: Beyond Metal-Arenes: Monocarbonyl Ruthenium(II) Catalysts for Transfer Hydrogenation Reactions in Water and in Cells. In: ACS Catalysis. Band 13, Nr. 16, 18. August 2023, S. 10798–10823, doi:10.1021/acscatal.3c02487.
- mit Claudia Schmidt, Michael Zollo, Riccardo Bonsignore, Stephan M. Hacker: Competitive profiling of ligandable cysteines in Staphylococcus aureus with an organogold compound. In: Chemical Communications. Band 58, Nr. 36, 3. Mai 2022, ISSN 1364-548X, S. 5526–5529, doi:10.1039/D2CC01259F.
- mit Anne Vessières, Samuel M. Meier-Menches (Hrsg.): Metal-based Anticancer Agents. The Royal Society of Chemistry, 2019, ISBN 978-1-78801-406-9, doi:10.1039/9781788016452.
- mit Jiaying Han, Andreas F. B. Räder, Florian Reichart, Brech Aikman, Margot N. Wenzel, Ben Woods, Michael Weinmüller, Beatrice S. Ludwig, Stefan Stürup, Geny M. M. Groothuis, Hjalmar P. Permentier, Rainer Bischoff, Horst Kessler, Peter Horvatovich: Bioconjugation of Supramolecular Metallacages to Integrin Ligands for Targeted Delivery of Cisplatin. In: Bioconjugate Chemistry. Band 29, Nr. 11, 21. November 2018, ISSN 1043-1802, S. 3856–3865, doi:10.1021/acs.bioconjchem.8b00682.

## Ehrungen
- 2019: ACS Inorganic Lectureship Award[12]
- 2018: Burghausen Diamond of Chemistry Award[13]
- 2012: European Medal for Biological Inorganic Chemistry[14]